# Suzuki Ryozo
Suzuki Ryozo (sinh ngày 16 tháng 7 năm 1939) là một cầu thủ bóng đá người Nhật Bản.

## Đội tuyển bóng đá quốc gia Nhật Bản
Suzuki Ryozo thi đấu cho đội tuyển bóng đá quốc gia Nhật Bản từ năm 1961 đến 1968.

## Thống kê sự nghiệp
| Đội tuyển bóng đá Nhật Bản | Đội tuyển bóng đá Nhật Bản | Đội tuyển bóng đá Nhật Bản |
| Năm                        | Trận                       | Bàn                        |
| -------------------------- | -------------------------- | -------------------------- |
| 1961                       | 1                          | 0                          |
| 1962                       | 7                          | 0                          |
| 1963                       | 5                          | 0                          |
| 1964                       | 2                          | 0                          |
| 1965                       | 1                          | 0                          |
| 1966                       | 6                          | 0                          |
| 1967                       | 0                          | 0                          |
| 1968                       | 2                          | 0                          |
| Tổng cộng                  | 24                         | 0                          |